# IF Product Design Award

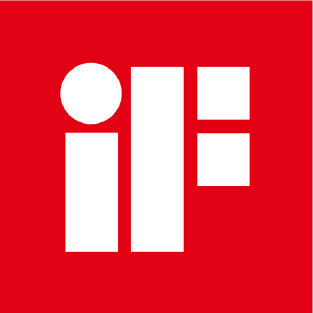
Az iF Product Design Award logója

Az iF termékdizájndíjat (iF Product Design Award) 1954-ben vezették be, és évente az iF Nemzetközi Tervező Fórum (International Forum Design) adományozza. A több tudományágat átfogó díjra évente 59 országból több mint 7000 pályázat érkezik. Az iF Product Design Award a legrangosabb dizájndíjak közé tartozik a Red Dot Design Award és az A' Design Award mellett. A díjak elnyeréséért hagyományosan a legnagyobb cégek, intézmények – mint az Apple Inc., a Philips, a Siemens, a Lenovo, a Huawei, a Samsung, a NEC  – is versenybe szállnak.

## Története
Az iF Ipari Tervező Fórum ((iF Industrial Forum Design) 1953-ban indult egy Speciálisan megtervezett ipari áruk - design kiállításával a Hannoveri Vásár ipari kiállítás részeként, eredetileg a német formatervezés népszerűsítésének érdekében került megrendezésre. Az eredetileg a német termékek népszerűsítését célzó, mára nemzetközivé vált díjkiosztót először 1954-ben rendezték meg, jelenlegi nevét az ezredforduló óta viseli. Missziójuk, hogy nemzetközi közvetítő szerepet töltsenek be a formatervezés és az ipar között és hogy hozzájáruljanak a tervezési szolgáltatásokhoz, és fokozzák a nyilvánosság figyelmét a formatervezés fontosságára. Ma a verseny majdnem 60 országból vonzza a pályázatokat, 6 szakterületen, amely 71 kategóriát ölel fel. A mai napig az iF International Forum Design évkönyveket tesz közzé, amelyek bemutatják a tervezési díjak nyerteseit és a nyertes pályaműveket.

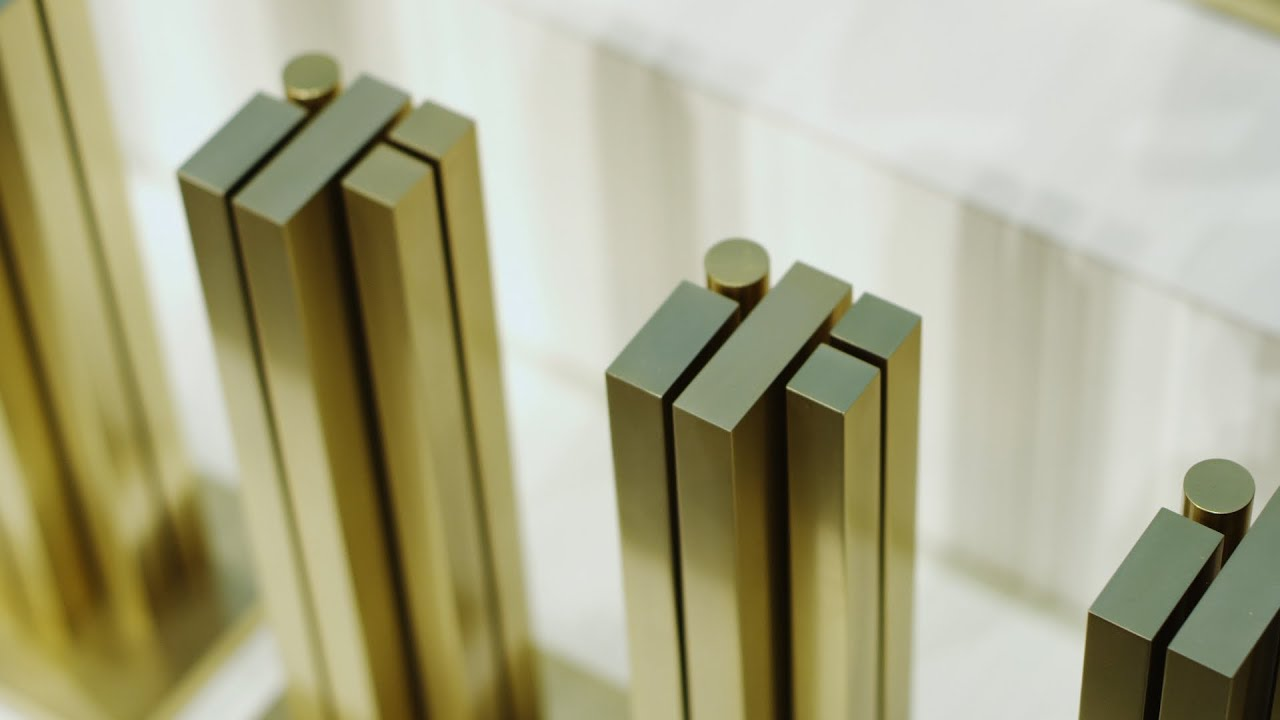
iF Award aranytrófeák

## Közösség
Az iF Ipari Fórum Design világszerte más tervezői szakmai szervezetekkel csatlakozik, hogy fokozza a lakosság érdeklődését a formatervezés iránt. Az Amerikai Ipari Tervezői Társaság (IDSA - Industrial Designers Society of America) tagjai, a Német Ipari Tervezők Szövetsége (VDID-Verband Deutscher Industrie Designer) és az Ipari Tervezési Társaságok Nemzetközi Tanácsa (ICSID - International Council of Societies of Industrial Design) csak néhány a nemzetközi közösségből, amely belép az iF Terméktervezési Versenybe.

## Díjkategóriák

### Termék
- Autóipar
- Sport/szabadtéri/kerékpárok
- Szabadidő
- Gyerekek
- Ékszerek
- Audio
- TV/fényképezőgépek
- Telekommunikáció, számítógép
- VR/játék
- Iroda
- Világítás
- Háztartási bútor
- Konyha
- Háztartás
- Fürdőszoba
- Kert
- Épülettechnológia
- Kiskereskedelem
- Egészségügy
- Ipar
- Textil

### Csomagolás
- Italok
- Étel
- Szépség és egészség
- Orvostudomány/gyógyszerészet
- Háztartás
- Fogyasztói termékek
- Ipari/B2B
- Márka nélküli csomagolás

### Kommunikáció
- Weboldalak
- Alkalmazások/szoftverek
- Film/videó
- Vállalati identitás/márkaépítés
- Magazinok/sajtó/kiadók
- Kampányok/reklám
- Éves jelentések
- Tipográfia/feliratok
- Események
- Felhasználói felületek

### Belsőépítészet
- Vásárok/kiállítások
- Nyilvános kiállítások
- Üzletek/bemutatótermek
- Szállodák/gyógyfürdők/éttermek/bárok
- Lakóépületek
- Irodák/munkaterületek
- Nyilvános terek
- Installációk

### Szakmai koncepció
- Mobilitás
- Élő terek
- Fenntarthatóság
- Egészség
- Étel/víz
- Eszközök
- Oktatás
- Használhatóság/interfész
- Biztonság
- Szabadidő

### Szolgáltatástervezés/felhasználóiélmény-tervezés
- Egészség
- Szállítás/logisztika
- Bank/biztosítás
- Kiskereskedelem
- Idegenforgalom
- Oktatás
- Kormány/intézmények
- Szórakozás

### Építészet
- Nyilvános
- Lakó
- Iroda/ipar
- Kiskereskedelem/vendéglátás
- Városi tájkép
- Vegyes használatú[3]

## Hazai díjazottak
1954 óta összesen 18 alkalommal nyertek magyar tervező csapatok iF Award díjat. 2020-ban a Supercharge Kft. csapata nyerte el a GOLD elismerést a Hand in Scan termékkel a Medical Service Design kategóriában, és átvehette az ebben az esetben járó arany trófeát. Korábban még senki nem nyert GOLD elismerést Magyarországról az iF Design Award versenyen, így ez jelentős sikernek számít.
| Évek | Díjazott termék/csapattagok | Kategória                         | Helyezés   |
| ---- | --- | --------------------------------- | ---------- |
| 2023 | Termék: BKK BudapestGO Díjazott tervező (csapat): Supercharge Kft. Digital Product Designers: Kocsis T. Sára, Eperjesy Viktor UI Designer: Burgermeiszter László, Jásdi Júlia Art Directiors: Somogyi Erika, Sándor Ádám Project Manager: Simon Gergely Ügyfél: Budapest Közlekedési Központ | Communication, Mobile application | Award      |
| 2023 | Termék: VELÓ mobile bicycle rack Díjazott tervező (csapat): VPI Kft. | Product, Outdoor, Sport           | Award      |
| 2023 | Termék: IBM Cloud Code Engine Díjazott tervező (csapat): IBM | Communication, App Software       | Award      |
| 2022 | Termék: Pullit! Díjazott tervező (csapat): Pullit! Kft. | Product, Outdoor, Sport           | Award      |
| 2022 | Termék: Bina Artha Ventura Díjazott tervező (csapat): Supercharge Kft. Digital Product Designers: Lukács Bence, Iványi Máté UI Designer: Somogyi Erika Art Directiors: Somogyi Erika, Sándor Ádám Project Manager: Makrai Patrik Ügyfél: Bina Artha Ventura                                  | Communication, Mobile application | Award      |
| 2021 | Termék: Varga-Flexo OKTOFLEX PREMIUM flexonyomógép Díjazott tervező (csapat) Varga-Flexo Kft. Ipari formatervező: Németh László (LASKY DESIGN) Project Manager: Varga Dénes (Varga-Flexo Kft.) Ügyfél: Varga-Flexo Kft.                                                                      | Industry / Tools                  | Award      |
| 2021 | Termék: OTP Platypus: A Finlit Story Díjazott tervező (csapat) Supercharge Kft. Game Designers: Szalay Zsófia, Fónagy Balázs, Virányi Ágnes, Csikos Júlia Visual Designers: Sándor Ádám, Hajnal Vivien Project Manager: Lipecz Emese Ügyfél: OTP Fay András Alapítvány                       | Edutainment app                   | Award      |
| 2021 | Termék: FRIGATE chair family Díjazott tervező (csapat) Licit Ltd., Plydesign Tervező: Kerékgyártó András | Product, Public, Retail           | Award      |
| 2020 | Termék: HandInScan Díjazott tervező (csapat) Supercharge Kft. Service Designers: Lukács Bence, Kocsis T. Sára, Hoffer Ákos Visual Designer: Erika Somogyi Art Director: Sándor Ádám Ügyfél: HandInScan Zrt.                                                                                  | Medical service design            | Gold Award |
| 2019 | Termék: Protect.me Díjazott tervező (csapat) Frontìra Strategy Design Consultancy Design strategist: Csertán Ákos Strategic consultant: Kertész Judit Product designer: Ruszty László Ügyfél: NN Insurance Hungary                                                                           | Insurance product design          | Award      |
| 2018 | Termék: Dualscope Díjazott tervező (csapat) Flying Objects Design Studio Designers: Hunfalvi András, Laufer Ferenc Ügyfél:Alert Run Pro Ltd. | Professional Concept              | Award      |
| 2017 | Tre Díjazott tervező (csapat) Next Ship Kft. Designer: Levi Fignar Ügyfél: KAZA Concrete, London | Product design                    | Award      |
| 2014 | Termék: Gris Díjazott tervező (csapat) Moholy-Nagy Művészeti Egyetem, Budapest Designer: Alberto Vasquez | Concept design                    | Award      |

## Évkönyvek
- IF International Forum Design, (2009), iF Yearbook Product 2009, Birkhauser Basel, ISBN 978-3-7643-8981-9
- IF International Forum Design, (2009), iF Yearbook Product 2008, Birkhauser Basel, ISBN 978-3-7643-8625-2
- IF International Forum Design, (2008), iF Yearbook Communication 2008, Birkhauser Basel, ISBN 978-3-7643-8816-4
- IF International Forum Design, (2007), iF Yearbook Product 2007, Birkhauser Basel, ISBN 978-3-7643-7998-8
- IF International Forum Design, (2007), iF Yearbook Communication 2007, Birkhauser Basel, ISBN 978-3-7643-8365-7
- IF International Forum Design, (2006), iF Yearbook Product 2006, Birkhauser Basel, ISBN 978-3-7643-7471-6
- IF International Forum Design, (2006), iF Yearbook Communication 2006, Birkhauser Basel, ISBN 978-3-7643-7620-8
- IF International Forum Design, (2005), iF Yearbook Product 2005, Birkhauser Basel, ISBN 3-7643-7183-8
- IF International Forum Design, (2005), iF Yearbook Communication 2005, Birkhauser Basel, ISBN 978-3-7643-7252-1
- IF International Forum Design, (2004), iF Yearbook 2004, Birkhauser Basel, ISBN 978-3-7643-6855-5
- IF International Forum Design, (2004), iF Yearbook Communication 2004, Birkhauser Basel, ISBN 978-3-7643-7170-8
- IF International Forum Design, (2003), iF Yearbook 2003, Birkhauser Basel, ISBN 3-7643-7026-2

## Fordítás
Ez a szócikk részben vagy egészben  az   iF Product Design Award című angol Wikipédia-szócikk ezen változatának fordításán alapul.  Az eredeti cikk szerkesztőit annak laptörténete sorolja fel. Ez a jelzés csupán a megfogalmazás eredetét és a szerzői jogokat jelzi, nem szolgál a cikkben szereplő információk forrásmegjelöléseként.